# Jakob Johansson
Jakob Johansson (født 6. august 1998) er en dansk fodboldspiller, der spiller for HB Køge.

## Klubkarriere
Johansson spillede i Hvidovre Idrætsforening, indtil han som U/15-spiller skiftede til FC Nordsjælland.

### FC Nordsjælland
Han fik sin debut for FC Nordsjælland i Superligaen den 7. august 2016, da han blev skiftet ind i det 56. minut i stedet for Mathias Jensen i 1-2-nederlaget hjemme til AaB.
Han skrev den 6. juni 2017 under på kontraktforlængelse med FC Nordsjælland og blev i samme ombæring en del af klubbens førstehold, for hvem han på daværende tidspunkt havde spillet tre Superligakampe for.
Han blev den 31. januar 2018 udlejet til Randers FC på en kontrakt gældende for resten af 2017-18-sæsonen. Debuten for Randers FC kom den 10. februar 2018, da han startede inde og spillede de første 64 minutter i 5-1-nederlaget ude til F.C. København. Det blev til i alt otte kampe for Randers FC, hvoraf fire var som en del af startopstillingen og samlet 339 minutters spilletid i halvsæsonen.
Han vendte herefter tilbage til FC Nordsjælland, men fik tilladelse til at se efter en ny lejeaftale, da han ikke indgik i FC Nordsjællands planer. Den 7. august 2018 blev det offentliggjort, at Johansson blev udlejet til 1. divisionsklubben HB Køge, der gjaldt for den resterende del af 2018-19-sæsonen. Han spillede under på sin lejeperiode 27 kampe og scorede 11 mål.

### HB Køge
Den 14. juni 2019 blev det offentliggjort, at HB Køge hentede Johansson på en permanent aftale. Kontrakten havde en varighed af to år, således parterne havde papir på hinanden frem til sommeren 2021.

## Landsholdskarriere
Han spillede sin første kamp i landsholdsregi, da han startede inde og spillede de første 77 minutter, før han blev erstattet af Niklas Røjkjær i Danmarks U/17-fodboldlandsholds 1-1-kamp mod Sveriges U/17-fodboldlandshold den 11. februar 2015.

## Privat
Jakob er lillebror til futsalspilleren Rasmus Johansson.

## Hæder

### Individuelt
- Topscorer, U/19 Ligaen: 2015-16 (15 mål)[11]